# Гриллоблаттида Правдина
Гриллоблаттида Правдина, или тараканосверчок Правдина (лат. Grylloblattella pravdini) — вид тараканосверчков рода Grylloblattella из семейства Grylloblattidae (подотряд Grylloblattodea). Эндемик России: Республика Алтай (около озера Телецкое). Живые ископаемые. Включён в Красную книгу Республики Алтай. Вид был назван в честь профессора Фёдора Николаевича Правдина (1908—1988).

## Распространение
Россия, южная Сибирь: Республика Алтай (около озера Телецкое)

## Описание
Тело стройное, удлинённое. Голова крупная, шире переднеспинки. 3-й членик усика примерно в полтора раза длиннее второго. Анальная пластинка самца по заднему краю с небольшим округлым выступом. Церки 9-члениковые. Базистернум широкий, цервикальные склериты широкие с 2—3 шипиками.

## Таксономия
Вид был впервые описан в 1984 году по материалам из Алтая (южная Сибирь) советскими энтомологами Сергеем Юрьевичем Стороженко и Алексеем Ивановичем Олигером под названием Galloisiana pravdini.

## Охранный статус
Включён в Красную книгу Республики Алтай под именем тараканосверчок Правдина — Grylloblatella pravdini (Storozhenko et Oliger, 1984)